# Medalha Cooperação de Combate
A Medalha "Cooperação de Combate" (em árabe: ميدالية "التعاون القتالي, tr. Mīdāliyya "at-taʿāwun al-qitālī"), oficialmente denominada Medalha "Cooperação de Combate Sírio-Russa" (em árabe: ميدالية "التعاون القتالي السوري الروسي", tr. Mīdāliyya "at-taʿāwun al-qitālī as-sūrī ar-rūsī") é uma condecoração estatal da República Árabe Síria.
Foi instituída em janeiro de 2016 com o objetivo de condecorar cidadãos da Federação Russa pela participação na operação militar contra grupos terroristas em território sírio.
A entrega é feita por ordem do vice-comandante supremo — vice-presidente do Conselho de Ministros e ministro da Defesa da República Árabe Síria.

## Descrição

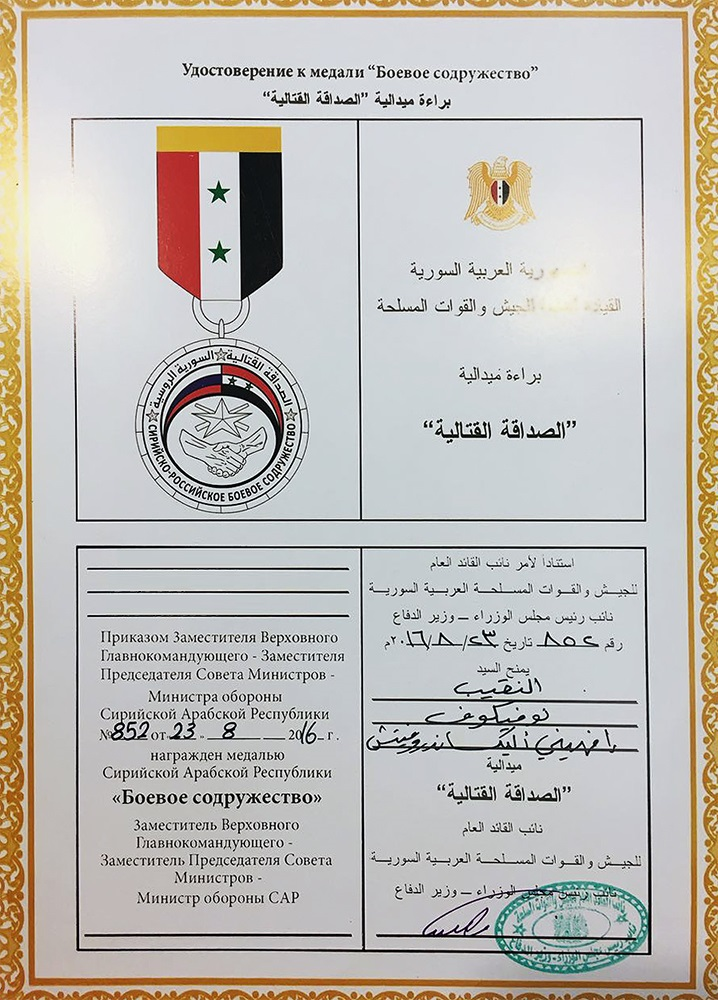
Certificado da Medalha "Cooperação de Combate"

A Medalha "Cooperação de Combate" é composta por um medalhão redondo dourado de 38 mm de diâmetro. No centro, há uma estrela facetada de cinco pontas com dois fuzis cruzados ao fundo. Abaixo da estrela, há um aperto de mãos; acima, os bandeiras nacionais da Federação Russa e da República Árabe Síria. Ao redor do medalhão, está inscrito em relevo o texto "COOPERAÇÃO DE COMBATE SÍRIO-RUSSA", na parte superior em árabe e na inferior em russo.
No verso da medalha está representado o brasão das Forças Armadas e do Exército da República Árabe Síria.
A medalha é presa a uma fita por meio de um anel.
A fita é de moiré, com 31 mm de largura, composta por três faixas iguais nas cores preta, branca e vermelha — as cores da bandeira síria. Na faixa branca, estão bordadas duas estrelas verdes de cinco pontas.
Juntamente com a medalha, o agraciado recebe o distintivo de lapela "Cooperação de Combate" e o respectivo certificado.

## Premiados
Segundo fontes da mídia, os primeiros condecorados em fevereiro de 2016 foram os envolvidos no incidente com o avião Su-24, ocorrido em 24 de novembro de 2015 na fronteira entre Síria e Turquia — os pilotos Oleg Peshkov e Konstantin Murakhtin, e o fuzileiro naval Aleksandr Pozynich.
Posteriormente, também foram agraciados civis que estiveram na Síria com o objetivo de realizar shows e eventos para elevar o moral das tropas russas. Por exemplo, pela ordem nº 852 de 23 de agosto de 2016, foram condecorados os atores Sergei Makhovikov e Viktoria Tarasova. Já pela ordem nº 659 de 6 de agosto de 2017, foi premiado o Metropolita Rafael.
Em 17 de janeiro de 2017, por ocasião do anúncio do fim da fase principal da operação militar na Síria, ocorreu no aeródromo de Hmeymim a cerimônia de condecoração de quinze pilotos de bombardeiros Su-24M antes do retorno deles à Rússia. O general de divisão Mustafa Fares, vice-comandante da Força Aérea da Síria, destacou que o apoio russo “inclinou a balança da guerra contra o terrorismo a favor das forças governamentais”. Ele completou: “Vocês demonstraram alto profissionalismo no cumprimento das missões, refletindo as nobres tradições do Exército russo e a força dos laços de amizade entre nossos países, forças armadas e povos ao longo de décadas”.